# Louis-Jean-Marie Daubenton
Louis-Jean-Marie Daubenton, francoski prirodoslovec, * 29. maj 1716, Montbard, Côte-d'Or, Francija, † 31. december 1799 (po nekaterih virih 1. januar 1800), Pariz.
Daubenton se je proslavil z izjemno natančnimi anatomskimi študijami živali, ki so bile vključene v znamenito Buffonovo delo Histoire naturelle.

## Življenje in delo
Kot otrok se je šolal pri jezuitih v Dijonu in dominikancih. Oče, notar, si je zanj zamislil duhovniški poklic in ga poslal študirat teologijo na Sorbono v Pariz, a je Daubentona bolj zanimala medicina, zato je skrivaj obiskoval predavanja anatomije in botanike v pariškem kraljevem botaničnem vrtu Jardin du roi (danes Jardin des plantes, del francoskega prirodoslovnega muzeja v Parizu). Šele po očetovi smrti leta 1736 si je lahko svobodno izbral življenjsko pot in je v skladu s svojim zanimanjem leta 1741 diplomiral iz medicine na Univerzi v Reimsu.
Odprl je zdravniško prakso v domačem kraju, takrat pa ga je sokrajan Georges-Louis Leclerc, Comte de Buffon povabil k soustvarjanju svoje monumentalne prirodoslovne razprave. Leta 1742 se mu je pridružil kot sodelavec Jardin du roi ter leta 1745 postal kustos in demonstrator (garde et démonstrateur) v kraljevem prirodoslovnem kabinetu. Buffon je želel svoje razprave dopolniti z natančnimi anatomskimi opisi, za kar ni imel dovolj znanja, na njegovo srečo pa se je Daubenton v tej vlogi izkazal kot eden velikih anatomov druge polovice 18. stoletja. Vplivni Buffon, s katerim sta bila prijatelja že od otroštva, mu je priskrbel veliko sredstev za odkupovanje in zbiranje primerkov živali, pa tudi druge državne ugodnosti, na primer udobno stanovanje v Parizu.
Njegovi pedantni opisi so bili vključeni kot »priloge« člankov v prvih petnajstih zvezkih Histoire naturelle, ki opisujejo »štirinožne živali« (sesalce), nadaljnji zvezki pa so bili brez Daubentonovih prispevkov. Natančen razlog za konec sodelovanja ni znan, temelji pa na bistvenih razhajanjih med Buffonom in Daubentonom. Zelo sta se razlikovala že značajsko, saj je bil umirjeni in pedantni Daubenton pravo nasprotje nepotrpežljivega in zaletavega Buffona, a sta se v tem pogledu sprva dobro dopolnjevala. Po eni od razlag so Buffona, ki je bil mojster sloga, drugi kolegi prepričali, da so Daubentonovi opisi preveč suhoparni in se je zato odločil nadaljevati delo brez anatomskih razprav. Po drugi je Daubenton sam užaljeno prekinil sodelovanje, ko je dal Buffon na lastno pest izdelati novo izdajo prvih petnajstih zvezkov brez prilog. Bolj kritična pa je bila verjetno razlika v njunem filozofskem pristopu do prirodopisa: za Daubentona je bila anatomija mati vseh ved o živem in je verjel, da je možno iz natančnih opisov notranje in zunanje telesne zgradbe organizmov, ki je brezčasna, izpeljati vse druge lastnosti. Buffon se je po drugi strani osredotočal na zgodovinske in geografske komponente razvoja živih bitij, iz katerih je izpeljal svojo teorijo o »notranjih silah« višjih živalskih skupin, ki se različno izražajo pri vrstah, ki so poselile različna okolja. Posledično se je v naslednjem delu serije o ptičih izognil natančnim anatomskim opisom posameznih vrst in podajal le osnovne značilnosti, skupne višjim taksonomskim skupinam, zato Daubentonovega prispevka niti ni več potreboval. Ironično so ravno Daubentonovi natančni opisi prispevali velik del k ugledu Buffonovega dela, hkrati pa je Buffonov mojstrski slog zasenčil Daubentonovo avtorstvo.
Daubenton se je leta 1754 poročil s sestrično, pisateljico Marguerite Daubenton, par ni imel otrok. V kasnejših letih je objavil veliko število razprav v memoarjih Francoske akademije znanosti in reviji Journal des sçavans ter sodeloval pri znameniti L'Encyclopédie. Poleg anatomije se ukvarjal še z mineralogijo, rastlinsko fiziologijo in živinorejo (sodeloval je pri naselitvi ovac pasme merino v Francijo). S svojimi zbirkami je močno obogatil prirodoslovni kabinet botaničnega vrta, ki je bil pred tem zanemarjen. Izvoljen je bil za člana Kraljevske akademije znanosti iz Berlina in londonske Kraljeve družbe.
Med francosko revolucijo je leta 1793 sodeloval pri ustanavljanju francoskega prirodoslovnega muzeja in bil imenovan za prvega direktorja, ponovno imenovanje pa je po koncu mandata odklonil. Kot ugleden strokovnjak je dobil certifikat »dobrega državljana« od revolucionarne vlade, kar mu je pomagalo preživeti Robespierrovo »vladavino terorja«. Predaval je prirodopis na medicinski fakulteti in kmetijsko ekonomijo na alfortski veterinarski šoli ter bil profesor mineralogije v Jardin du Roi. Tik pred koncem življenja je bil imenovan za francoskega senatorja, a ga je ravno na prvi seji onesposobila notranja krvavitev. Umrl je v Parizu kmalu po tistem.
Daubentonovo delo je v 19. stoletju nadaljeval Georges Cuvier in ga nadgradil s študijo fosilov ter funkcionalno anatomijo.